# Cyclocoeloma tuberculata
Cyclocoeloma tuberculata is een krabbensoort uit de familie van de Majidae. De wetenschappelijke naam van de soort is voor het eerst geldig gepubliceerd in 1880 door Miers.